# Schuyler Carron
Schuyler Anthony Carron (* 24. August 1921 in Lyon Mountain, New York; † 15. Juni 1964 in Plattsburgh, New York) war ein US-amerikanischer Bobfahrer.

## Karriere
Schuyler Carron nahm bei den Olympischen Winterspielen 1948 als Anschieber von Frederick Fortune im Zweierbob-Wettbewerb teil. Das Duo gewann die Bronzemedaille.